# Komora boczna mózgu
Komory boczne (łac. ventriculi laterales) – powstające z komory kresomózgowia obok komory trzeciej przestrzenie wewnątrz półkul mózgu. Leży  między kreso- i międzymózgowiem. Wyróżnia się część środkową (łac. pars centralis), która leży w płacie ciemieniowym i trzy rogi: przedni (cornu anterius) leżący w płacie czołowym, dolny (cornu inferius), leżący w płacie skroniowym i tylny (cornu posterius), leżący w płacie potylicznym. Od strony przyśrodkowej do komory dostaje się splot naczyniówkowy komory (plexus choroideus ventriculi lateralis), który znajduje się w części środkowej komory i jej rogu dolnym. W ścianie górnej części środkowej komory znajdują się włókna ciała modzelowatego, natomiast w ścianie dolnej komory bocznej leży m.in. jądro ogoniaste, które zatacza łuk od rogu przedniego do dolnego. Jądro to zalicza się do jąder podstawnych mózgowia.
Komory boczne, podobnie jak inne części układu komorowego mózgu, rozwijają się z kanału centralnego cewy nerwowej. W szczególności komory boczne wychodzą z części cewy, która jest obecna w rozwijającym się przodomózgowiu. W ciągu pierwszych trzech miesięcy rozwoju prenatalnego kanał centralny rozszerza się do komór bocznych, trzeciej i czwartej, połączonych cieńszymi kanałami. W komorach bocznych powstają wyspecjalizowane obszary – sploty naczyniówkowe, które wytwarzają płyn mózgowo-rdzeniowy. Kanał nerwowy, który nie rozszerza się i pozostaje taki sam na poziomie śródmózgowia powyżej komory czwartej, tworzy wodociąg mózgu. Czwarta komora zwęża się w okolicy wierzchołkowej (w rdzeniu ogonowym), stając się kanałem centralnym rdzenia kręgowego.
Podczas rozwoju nacisk ze strony struktur zewnętrznych powoduje powstawanie szeregu wklęsłych wybrzuszeń w komorach bocznych, których stopień rozwoju może być niezwykle zmienny.
Komory boczne płodu można diagnozować za pomocą pomiarów liniowych lub planarnych.